# Jag vill tro
"Jag vill tro" är en svensk poplåt från 1968 skriven av Britt Lindeborg. Anna-Lena Löfgren ställde upp med låten i Melodifestivalen 1968 där den slutade på sjätte plats med fem poäng.
Låten släpptes som singel 1968 på Metronome med "Sommaren det hände" som B-sida. Singeln producerades av Sven Olof Bagge och Anders Burman och spelades in med Rune Persson som ljudtekniker.
"Jag vill tro" tog sig in på Svensktoppens nionde plats den 2 juni 1968. Den stannade endast en vecka på listan.

## Låtlista
Sida A
1. "Jag vill tro" (Britt Lindeborg)

Sida B
1. "Sommaren det hände" ("Quando M'Innamoro", Daniele Pace, Mario Panzeri, Roberto Livraghi, svensk text: Bo-Göran Edling)